# Премијер лига Ирске у фудбалу
Премијер лига Ирске у фудбалу (ир. Príomhroinn Sraith na hÉireann) је елитна лига клубова из Републике Ирске. Уз клубове из Републике Ирске, у лиги игра и Дери сити, који територијално припада Северној Ирској. Ирска лига је основана 1921, а 1985. се поделила у две, Премијер лигу и Прву лигу. Према томе Премијер лига Ирске у фудбалу постоји од 1985. године.

## Систем такмичења
Премијер лига се састоји од 10 клубова. Прво место води у квалификације за Лигу шампиона, док друго и треће место воде у квалификације за Европску лигу. Задњи из лиге испада у нижи ранг, док предзадњи и осми на табели играју мајсторицу и ко буде бољи у две утакмице остаје у лиги, док онај који изгуби игра утакмицу с победником између другог и трећег из Ирске прве лиге и бори се за останак у елитном друштву. Свака екипа игра четири пута са сваким клубом из лиге, два пута код куће и два пута у гостима.

## Састав Премијер лиге у сезони 2020.
- Бохимијанс
- Корк Сити
- Дери Сити
- Дандалк
- Фин харпс
- Шамрок роверси
- Шелбурн
- ФК Слајго роверси
- Сент Патрик Атлетик
- Вотерфорд

## Досадашњи победници
| - 1921/22 St. James's Gate - 1922/23 Шамрок роверси - 1923/24 Бохимијан - 1924/25 Шамрок роверси - 1925/26 Шелбурн - 1926/27 Шамрок роверси - 1927/28 Бохимијан - 1928/29 Шелбурн - 1929/30 Бохимијан - 1930/31 Шелбурн - 1931/32 Шамрок роверси - 1932/33 Дандалк - 1933/34 Бохимијан - 1934/35 Долфин - 1935/36 Бохимијан - 1936/37 Слајго роверси - 1937/38 Шамрок роверси - 1938/39 Шамрок роверси - 1939/40 St. James's Gate - 1940/41 Корк јунајтед - 1941/42 Корк јунајтед - 1942/43 Корк јунајтед - 1943/44 Шелбурн - 1944/45 Корк јунајтед - 1945/46 Корк јунајтед - 1946/47 Шелбурн - 1947/48 Шелбурн - 1948/49 Друмкондра - 1949/50 Корк атлетик - 1950/51 Корк атлетик - 1951/52 Сент Патрикс атлетик - 1952/53 Шелбурн - 1953/54 Шамрок роверси - 1954/55 Сент Патрикс атлетик | - 1955/56 Сент Патрикс атлетик - 1956/57 Шамрок роверси - 1957/58 Друмкондра - 1958/59 Шемрок роверс - 1959/60 Лимерик - 1960/61 Друмкондра - 1961/62 Шелбурн - 1962/63 Дандалк - 1963/64 Шамрок роверси - 1964/65 Друмкондра - 1965/66 Вотерфорд јунајтед - 1966/67 Дандалк - 1967/68 Вотерфорд јунајтед - 1968/69 Вотерфорд јунајтед - 1969/70 Вотерфорд јунајтед - 1970/71 Корк Хибернијанс - 1971/72 Вотерфорд јунајтед - 1972/73 Вотерфорд јунајтед - 1973/74 Корк селтик - 1974/75 Бохимијан - 1975/76 Дандалк - 1976/77 Слајго роверси - 1977/78 Бохимијан - 1978/79 Дандалк - 1979/80 Лимерик - 1980/81 Етлон таун - 1981/82 Дандалк - 1982/83 Етлон таун - 1983/84 Шамрок роверси - 1984/85 Шамрок роверси - 1985/86 Шамрок роверси - 1986/87 Шамрок роверси - 1987/88 Дандалк - 1988/89 Дери сити | - 1989/90 Сент Патрикс атлетик - 1990/91 Дандалк - 1991/92 Шелбурн - 1992/93 Корк сити - 1993/94 Шамрок роверси - 1994/95 Дандалк - 1995/96 Сент Патрикс атлетик - 1996/97 Дери сити - 1997/98 Сент Патрикс атлетик - 1998/99 Сент Патрикс атлетик - 1999/00 Шелбурн - 2000/01 Бохимијан - 2001/02 Шелбурн - 2002/03 Бохимијан - 2003 Шелбурн - 2004 Шелбурн - 2005 Корк Сити - 2006 Шелбурн - 2007 Дрогеда јунајтед - 2008 Бохимијан - 2009 Бохимијан - 2010 Шамрок роверси - 2011 Шамрок роверси - 2012 Слајго роверси - 2013 Сент Патрикс атлетик - 2014 Дандалк - 2015 Дандалк - 2016 Дандалк - 2017 Корк сити - 2018 Дандалк - 2019 Дандалк - 2020 Шамрок роверси |

## Успеси по клубовима
| Клуб                 | Број титула | Победничке сезоне                                        |
| -------------------- | ----------- | -------------------------------------------------------- |
| Дандалк              | 8           | 1987/88, 1990/91, 1994/95, 2014, 2015, 2016, 2018, 2019. |
| Шелбурн              | 6           | 1991/92, 1999/00, 2001/02, 2003, 2004, 2006.             |
| Шамрок роверси       | 6           | 1985/86, 1986/87, 1993/94, 2010, 2011, 2020.             |
| Сент Патрикс атлетик | 5           | 1989/90, 1995/96, 1997/98, 1998/99, 2013.                |
| Бохимијан            | 4           | 2000/01, 2002/03, 2008, 2009.                            |
| Корк Сити            | 3           | 1992/93, 2005, 2017.                                     |
| Дери Сити            | 2           | 1988/89, 1996/97.                                        |
| ФК Слајго роверси    | 1           | 2012.                                                    |
| Дрогеда јунајтед     | 1           | 2007.                                                    |